# Park Soon-kyung
Park Soon-kyung ( hangul: 박순경; hanja: 朴淳敬  ; nascida em 1923 - 24 de outubro de 2020) foi uma teóloga metodista sul-coreana.

## Biografia
Nascida em Yeoju, na província de Gyeonggi, Park estudou enfermagem antes de se formar em teologia na Universidade Teológica Metodista de Seul e em filosofia na Universidade Nacional de Seul . Ela realizou estudos adicionais nos Estados Unidos, buscando um M.Div. na Emory University e um Ph.D. na Drew University, concluindo uma dissertação em 1966 sobre "O homem na doutrina da eleição de Karl Barth".
Park voltou para a Coreia do Sul e foi professora de teologia por 22 anos na Universidade de Mulheres Ewha (1966–1988), onde continuou a exercer o cargo de professora emérita. Ela é conhecida pelo seu trabalho em direcção a uma teologia para a unificação da Coreia do Norte e do Sul, extraindo e criticando a teologia <i id="mwGg">minjung'', e pela promoção da teologia feminista sul-coreana.